# Dsensurski
Dsensurski (russisch Дзензурский) ist ein komplexer Vulkan, der sich im südlichen Teil der russischen Halbinsel Kamtschatka befindet.

## Geologie
Der Vulkan Dsensurski stammt aus dem Pleistozän und ist heute stark erodiert. Nach einer längeren Ruhephase war der Vulkan im Holozän wieder aktiv. Im südwestlichen Teil des Vulkans gibt es einen mit Schmelzwasser gefüllten Fumarolenkessel, der eine Größe von 5 bis 20 Meter hat. Am Ufer und am Grund des Bassins befinden sich Fumarolen, die das Wasser auf eine Temperatur von 85 bis 90 °C erwärmen.